# Na skali
Na skali je ena od ulic v Novem mestu. Ime ulice je izmišljeno, ulica pa ga je dobila po opuščenem peskokopu, nad katerim leži, le-ta pa z vznožja spominja na skalo. Na skali je krožna ulica v soseki Žabja vas in ima dva izvoza na ulico Pot na Gorjance.